# Selecciones Ilustradas
Selecciones Ilustradas est une agence artistique créée à Barcelone par Josep Toutain spécialisée dans la représentation des dessinateurs de bande dessinée et illustrateurs espagnols à l'étranger.

## Présentation
Dans les années 1960 et 1970, l'agence obtient pour ses membres des commandes au Royaume-uni (Fleetway) et aux États-Unis (Warren Publishing), mais également en Europe continentale (France, Belgique, Allemagne, Scandinavie), en Amérique latine et en Océanie.

## Artistes représentés
- Juan Antonio Abellán
- Vicente Alcázar
- Artur Aldomà Puig
- César Álvarez Cañete, Zesar
- Pedro Añaños
- Rafael Aura León, Auraleon
- Alfonso Azpiri
- Ángel Badía Camps
- Enrique Badía Romero
- Jordi Badia Romero
- Josep Maria Beà
- Luis Bermejo
- Emilio Bernardó
- Jordi Bernet
- Aurelio Bevia
- Jesús Blasco
- Joaquín Blázquez
- Daniel Branca
- Joan Beltrán Bofill
- Jaime Brocal Remohí
- José María Cardona Blasi
- Emilia Castañeda Martínez
- Florenci Clavé
- Luis Collado Coch
- Antonio Colmeiro
- Francisco Cueto
- Jesús Durán
- Ramón Escolano
- Fernando Fernández
- Manel Ferrer, Manel
- Alfons Figueras
- Alfonso Font
- Chiqui de la Fuente
- Ramón de la Fuente
- Víctor de la Fuente
- Miguel Fuster
- Jorge Gálvez Badía
- Amador García Cabrera
- Luis García Mozos
- José García Pizarro
- Carlos Giménez
- Juan Giménez
- Eugenio Giner
- Jordi Ginés Soteras, Gin
- Domingo Gómez Álvarez
- José González
- Francisco González Vilanova
- Göte Goranssön
- Rafael Griera Calderón
- Josep Gual i Tutusaus
- Fernando Güell
- Francisco Guinovart Rotllán
- José de Huéscar
- Eloy Jiménez
- Jaime Juez i Castellà, Xirinius
- Jorge Longarón
- José Lombardía
- Rafael Losada
- Rafael López Espí
- César López Vera
- Esteban Maroto
- Santiago Martín Salvador
- Joan Martí, Petronius
- José María Martín Sauri
- Rafael Martínez
- Pedro Martínez Henares
- Félix Mas
- Josep Miralles
- Isidre Monés
- Enric Montserrat
- Ángel Nadal
- Joan Nebot
- Josep Nebot
- José Ortiz
- Suso Peña
- José Antonio Pérez Mascaró
- Carlos Pino
- Carles Prunés
- Miguel Quesada
- Lluís Ribas
- Luis Roca
- Felipe de la Rosa
- José Rubio
- Martín Salvador
- Leopoldo Sánchez
- Manuel Sanjuliàn
- Santiago Scalabroni
- Vicente Segrelles
- Enric Sió
- Manfred Sommer
- Ramón Torrents
- Enric Torres-Prat
- Adolfo Usero Abellán
- Víctor Arriagada Ríos, Vicar
- Mari Carmen Vila Migueloa, Marika

### Sources
- (es) Cet article est partiellement ou en totalité issu de l’article de Wikipédia en espagnol intitulé « Selecciones Ilustradas » (voir la liste des auteurs).